# В мире грёз и фантазий
«В мире грёз и фантазий» (англ. Dream Trap) — американская комедия Хью Паркса и Тома Логана 1990 года.

## Сюжет
Немного пугливый и выглядящий странным ботаник Элвин — девственник, весь сексуальный опыт которого ограничивается воображаемой подружкой. В университете он встречает девушку Сью, которая похожа на девушку из его фантазий. Одновременно погружаясь в мечты, они обнаруживают, что не одни чувствуют и переживают свои фантазии.

## В ролях
- Кристи Суонсон — Сью
- Саша Дженсон — Элвин
- Джини Мур — Банни
- Майкл Т. Келли — декан Пулвер
- Роджер Флойд — Рэнди
- Кристина Леардини — девушка из сестринства
- Чармин Ли — девушка из сестринства